# Водный режим почв

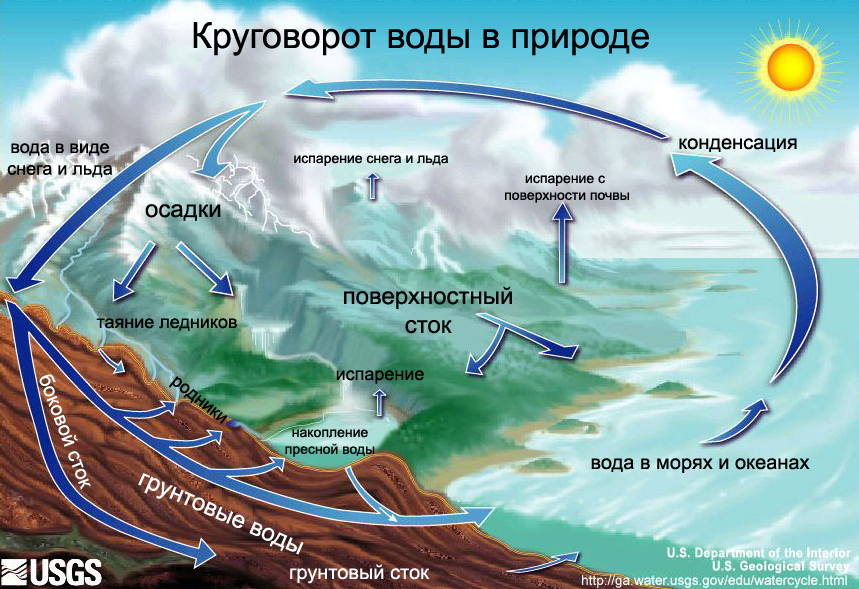
Круговорот воды в природе

Во́дный режи́м почв — совокупность процессов поступления, передвижения и расхода влаг в почве.
Основной источник почвенной влаги — атмосферные осадки, количество и распределение которых во времени зависят от климата данной местности и метеорологических условий отдельных лет. В почву поступает меньше влаги, чем выпадает её в виде осадков, так как значительная часть задерживается растительностью, в особенности кронами деревьев. Вторым источником поступления влаги в почву является конденсация атмосферной влаги на поверхности почвы и в её верхних горизонтах (10—15 мм). Туман может оказывать значительно больший вклад в сумму осадков (до 2 мм/сутки), хотя и является более редким явлением. Практическое же значение тумана проявляется преимущественно в прибрежных районах, где в ночное время над поверхностью почвы собираются значительные массы влажного воздуха.
Часть поступившей на поверхность почвы влаги образует поверхностный сток, который наблюдается весной во время снеготаяния, а также после обильных дождей. Величина поверхностного стока зависит от количества выпавших осадков, угла наклона местности и водопроницаемости почвы. Выделяют также боковой (внутрипочвенный) сток, возникающий из-за различной плотности почвенных горизонтов. При этом вода, поступившая в почву, фильтруется через верхние горизонты, а дойдя до горизонта с более тяжёлым гранулометрическим составом, формирует водоносный горизонт, называемый почвенной верховодкой. Часть влаги из верховодки всё же просачивается в более глубокие слои, достигая грунтовых вод, которые в своей совокупности образуют грунтовый сток. При наличии же уклона местности часть влаги, сосредоточенной в водоносном горизонте, может стекать в пониженные участки рельефа.
Помимо стока, часть почвенной влаги расходуется на испарение. Из-за своеобразия и непостоянства свойств почвы как испаряющей поверхности, при одинаковых метеорологических условиях скорость испарения меняется сообразно изменению влажности почвы. Величина испарения может достигать 10—15 мм/сутки. Почвы с близким залеганием грунтовых вод испаряют гораздо больше воды, чем с глубоким.

## Типы почвенной влаги

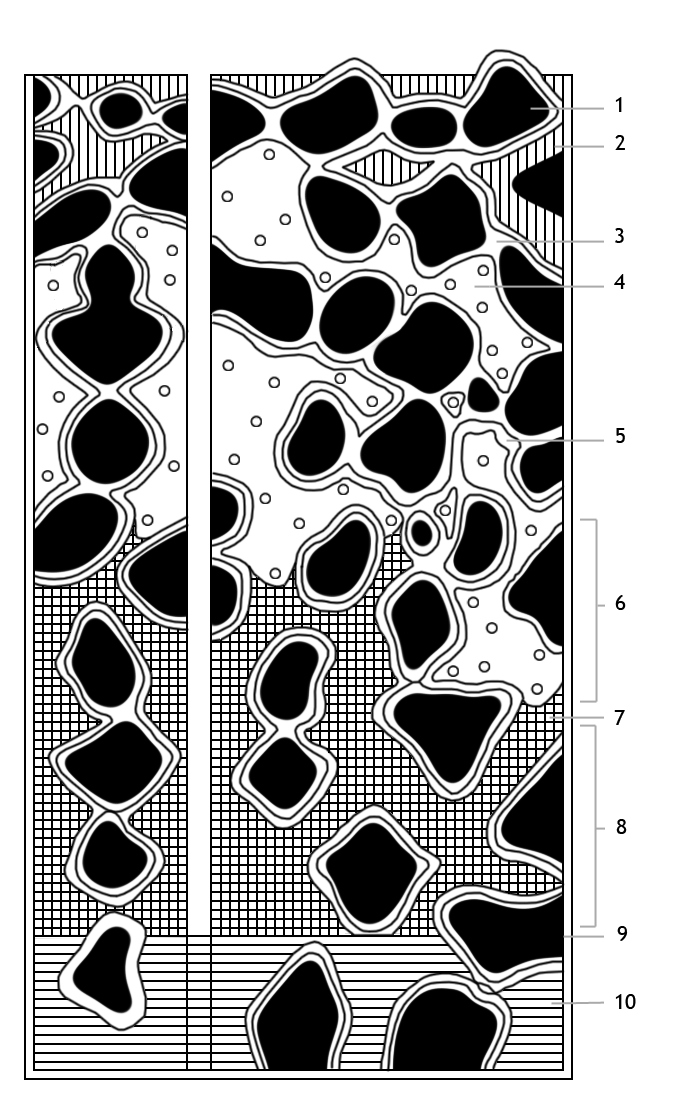
Формы воды в почве
1 — частица почвы;
2 — гравитационная вода;
3 — гигроскопическая вода;
4 — почвенный воздух с парами воды;
5 — плёночная вода;
6 — зона открытой капиллярной воды;
7 — капиллярнная вода;
8 — зона замкнутой капиллярной воды;
9 — уровень грунтовых вод;
10 — грунтовые воды.

Движение воды в почве зависит от степени увлажнения и проявления разнообразных сил. Непременным условием передвижения влаги является разность сил (градиент). Все силы действуют на почвенную влагу в совокупности, но преобладает какая-то определённая в зависимости от влажности почвы. Соответственно
- Свободная (гравитационная) вода заполняет крупные почвенные поры, под действием силы тяжести образует нисходящий ток, формируя верховодку и частично просачиваясь в грунтовые воды. За счёт гравитационной воды в почве проходят элювиальные и иллювиальные процессы, из неё образуются все другие формы почвенной влаги. Сама может конденсироваться из парообразной, но преимущественно пополняется за счёт атмосферных осадков.
- Парообразная влага присутствует в почве при любом уровне её увлажнения, заполняя поры, свободные от капельно-жидкой влаги. Различают активное и пассивное передвижение парообразной влаги. Первое обусловлено явлениями диффузии, второе происходит опосредованно совместно с перемещением почвенного воздуха. Парообразная влага имеет большое значение в круговороте воды в почве, хотя на неё приходится не более 0,001 % от общей массы почвенной влаги. С течением времени пары воды из почвы улетучиваются в атмосферу, а запасы парообразной влаги пополняются из других форм, в том числе и физически связанных. При одинаковой температуре массы парообразной влаги перемещаются из участков, более насыщенных водяными парами, в менее насыщенные. При разной температуре движение осуществляется в область с меньшей температурой, но не обязательно в сторону более сухого участка. Парообразная влага циркулирует по всему профилю почвы независимо от мощности и глубины залегания грунтовых вод.
- Лёд образуется в почвах при понижении температуры из других форм влаги последовательно — начиная от свободных и заканчивая связанными. Так, гравитационная вода замерзает в незасоленных почвах при температурах, близких к 0 °C, а максимально гигроскопическая — только при −78 °С[2]. Промерзание почвы, смоченной не сильнее её общей влагоёмкости, сопровождается улучшением почвенной структуры за счёт спрессования зёрен и комочков водой, замёрзшей в крупных порах, и коагуляции коллоидов в незамёрзших объёмах воды. Промерзание же переувлажнённой почвы влечёт за собой её обесструктуривание из-за разрыва льдом структурных элементов. Замёрзшие умеренно увлажнённые почвы обладают некоторой водопроницаемостью, тогда как переувлажнённые почвы вплоть до своего оттаивания являются водоупорами. Замерзание всей находящейся в почве воды наблюдается для грунтов при температурах[3]:

| Грунт              | Интервал температур замерзания |
| ------------------ | ------------------------------ |
| Каолинит           | -10-20 °C                      |
| Лёгкий суглинок    | -20-30 °C                      |
| Пылеватый суглинок | -40-50 °C                      |
| Аллювиальная глина | -50-60 °C                      |
| Морская глина      | -60-70 °C                      |
| Монтмориллонит     | -75-80 °C                      |

- Химически связанная (конституционная) влага — входит в состав молекул веществ (например Al(OH)3), образующих минеральную часть почвы, в виде гидроксильной группы, фактически участвуя лишь при их образовании (например, Al2O3 + 3H2O → 2Al(OH)3). При прокаливании почвы в интервале 400—800 °С удаляется, что сопровождается разложением соответствующего минерала. Наибольшее количество химически связанной воды содержится в глинистых минералах[4], поэтому о её содержании в почве можно судить по степени глинистости грунта.
- Кристаллогидратная (кристаллизационная) влага — в отличие от химически связанной, входит в состав веществ целыми молекулами, образуя кристаллогидраты — CaSO4·2H2O (гипс), Na2SO4·10H2O (мирабилит) и др. Удаляется скачкообразно при температурах 100—200 °С, причём каждая последующая молекула воды отщепляется при более высокой температуре, что приводит лишь к изменению физических свойств минералов, а не к их разложению, как в случае с химически связанной влагой. В больших количествах такая вода имеется в мирабилитовых солончаках.

Химически связанную и кристаллогидратную влагу часто объединяют под названием гидратной. Гидратная влага в почве не передвигается и растениям недоступна.
- Гигроскопическая влага — адсорбированная частицами почвы из атмосферы при её влажности менее 95 %, либо остающаяся в почве при её высушивании до воздушно-сухого состояния (обычно при влажности воздуха 50-70 %). Соответственно, при повышении влажности воздуха возрастает и величина гигроскопической влажности почвы. То же происходит и по мере утяжеления гранулометрического состава почвы, что особенно хорошо проявляется при высоком содержании в почве гумуса и ила с диаметром частиц менее 0,001 мм. По представлениям большинства исследователей, гигроскопическая влага не сплошь покрывает частицы почвы, а концентрируется лишь на некоторых участках.

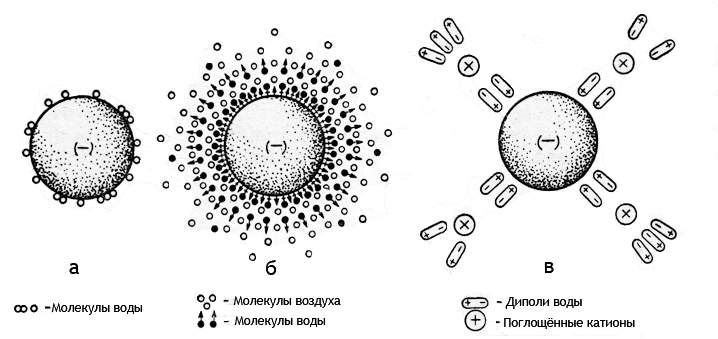
Схема строения гигроскопической влаги по данным различных авторов
а — по Лебедеву, б — по Цункеру, в — по Кюну.

- Максимально гигроскопическая влага адсорбируется почвой из атмосферы с относительной влажностью 95-100 %. При отрицательных температурах максимальная гигроскопическая влажность незасоленной почвы совпадает с процентным содержанием незамёрзшей воды в целом[6]. Адсорбционная способность частиц почвы зависит от их величины, формы и химического состава, причём даже на одной частице мощность слоя влаги может быть различной в зависимости от формы поверхности. При этом часть паров конденсируется на вогнутых участках, в результате чего суммарное количество воды имеет двойную природу, складываясь из адсорбированной и капиллярно-конденсированной влаги.

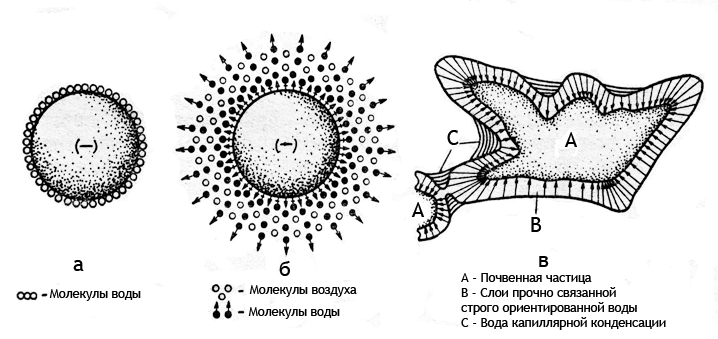
Схема строения максимальной гигроскопической влаги по данным различных авторов
а — по Лебедеву, б — по Цункеру, в — по Качинскому

Гигроскопическая и максимально гигроскопическая влага удаляются из почвы при нагреве до 100—105 °C, растениям эти формы недоступны.
- Плёночная (молекулярная) влага — дополнительная влага, адсорбируемая почвой из жидкой фазы поверх слоя максимально гигроскопической. С частицами почвы связана слабее, чем последняя, причём рыхлость возрастает от внутренних слоёв ко внешним. По этой причине плёночная влага, хотя слабо, но усваивается растениями. Передвигается она под влиянием градиентов напора воды, температуры и влажности почвы, а также осмоса, её скорость же ограничивается десятками сантиметров в год[5].
- Капиллярная влага — удерживается и передвигается по мелким порам в почве под действием капиллярных сил. В порах более 8 мм в диаметре сплошной вогнутый мениск не образуется, так как капиллярные силы не выражены. В порах же менее 3 мкм вода находится преимущественно в адсорбированном состоянии, а капиллярное движение сильно затруднено или вообще отсутствует. Соответственно, наибольшая интенсивность капиллярного движения влаги наблюдается в почвах со средним гранулометрическим составом (лёссовидные суглинки и т. п.); осуществляется же оно сообразно градиентам влажности, температуры и химического потенциала (осмоса): в зоны с меньшим увлажнением и менее нагретые. Выделяется три вида капиллярной влаги: подпёртая (когда капилляры нижней своей частью сообщаются с водоносным горизонтом — почвенной верховодкой или грунтовыми водами), подвешенная (когда капиллярная влага оторвана от водоносных горизонтов и удерживается равнодействующей силой менисков) и посаженная (образующаяся при движении воды при резкой смене гранулометрического состава и на границах с внутрипочвенными пустотами). Капиллярная влага бывает открытая и закрытая (замкнутая) для проникновения воздуха. Закрытая находится непосредственно под водоносными горизонтами, и капилляры оказываются полностью заполнены водой, хотя и содержащей некоторое количество растворённого воздуха; вода же открытого типа чередуется в капиллярах с участками, заполненными воздухом и появляется в почве обычно через некоторое время после осадков или полива. Капиллярная влага легко доступна растениям и является одним из основных источников их водного питания; посредством её передвигается основная масса растворимых солей из нижних горизонтов.
- Внутриклеточная вода содержится в отмерших неразложившихся частях растений. До полного разложения растительной массы такая вода растениям не доступна. Большой процент её имеется в слабо- и неразложившихся торфах, дернине и лесной подстилке.

## Водные свойства почвы
Водопроницаемость — свойство почвы воспринимать влагу с поверхности, проводить её между ненасыщенными водой горизонтами и фильтровать через толщу горизонтов, насыщенных водой. Водопроницаемость оказывает существенное влияние на ход почвообразовательных процессов, формирование поверхностного, бокового и грунтового стока воды и на интенсивность водной эрозии.
Проникает вода в почву с поверхности под воздействием силы тяжести по крупным порам, параллельно рассасываясь в стороны под влиянием капиллярных явлений. Процесс восприятия сухой или слабоувлажнённой почвой воды называется впитыванием воды, измеряется коэффициентом впитывания.
Водоудерживающая способность
Влагоёмкость
| Некоторые водные константы почв, в % веса сухой почвы  | Некоторые водные константы почв, в % веса сухой почвы                 | Некоторые водные константы почв, в % веса сухой почвы | Некоторые водные константы почв, в % веса сухой почвы | Некоторые водные константы почв, в % веса сухой почвы | Некоторые водные константы почв, в % веса сухой почвы | Некоторые водные константы почв, в % веса сухой почвы |
| Почва                                                  | Пункт                                                                 | Горизонты, глубины в см                               | Общая влагоёмкость                                    | Максимальная гигроскопичность                         | Влага завядания растений                              | Диапазон активной влаги                               |
| ------------------------------------------------------ | --------------------------------------------------------------------- | ----------------------------------------------------- | ----------------------------------------------------- | ----------------------------------------------------- | ----------------------------------------------------- | ----------------------------------------------------- |
| Дерново-подзолистая тяжелосуглинистая. Стерня пшеницы. | Собакино-опытное Московской области                                   | Ап 0-20                                               | 30,8                                                  | 3,2                                                   | 4,8                                                   | 26,0                                                  |
| Дерново-подзолистая тяжелосуглинистая. Стерня пшеницы. | Собакино-опытное Московской области                                   | А2 20-25                                              | 25,4                                                  | 2,7                                                   | 4,0                                                   | 21,4                                                  |
| Дерново-подзолистая тяжелосуглинистая. Стерня пшеницы. | Собакино-опытное Московской области                                   | B1 32-55                                              | 20,3                                                  | 5,7                                                   | 8,6                                                   | 11,7                                                  |
| Дерново-подзолистая тяжелосуглинистая. Стерня пшеницы. | Собакино-опытное Московской области                                   | B2 55-85                                              | 19,9                                                  | 8,3                                                   | 12,5                                                  | 7,4                                                   |
| Дерново-подзолистая тяжелосуглинистая. Стерня пшеницы. | Собакино-опытное Московской области                                   | B3 85-100                                             | 19,4                                                  | 8,0                                                   | 12,0                                                  | 7,4                                                   |
| Серая лесная тяжелосуглинистая. Стерня ржи.            | Старожилово-опытное Рязанской области                                 | Ап 0-20                                               | 34,1                                                  | 4,6                                                   | 6,9                                                   | 27,2                                                  |
| Серая лесная тяжелосуглинистая. Стерня ржи.            | Старожилово-опытное Рязанской области                                 | А2 20-40                                              | 28,4                                                  | 4,4                                                   | 6,6                                                   | 21,8                                                  |
| Серая лесная тяжелосуглинистая. Стерня ржи.            | Старожилово-опытное Рязанской области                                 | B1 40-60                                              | 26,8                                                  | 7,3                                                   | 11,0                                                  | 15,8                                                  |
| Серая лесная тяжелосуглинистая. Стерня ржи.            | Старожилово-опытное Рязанской области                                 | B1 60-88                                              | 24,0                                                  | 7,8                                                   | 11,7                                                  | 12,3                                                  |
| Серая лесная тяжелосуглинистая. Стерня ржи.            | Старожилово-опытное Рязанской области                                 | B2 88-100                                             | 22,1                                                  | 7,5                                                   | 11,3                                                  | 10,8                                                  |
| Чернозём тяжелосуглинистый. Целина.                    | Центрально-Чернозёмный заповедник, Курская область, Стрелецкая степь. | Ад 0-4                                                | 61,9                                                  | 10,1                                                  | 15,2                                                  | 46,7                                                  |
| Чернозём тяжелосуглинистый. Целина.                    | Центрально-Чернозёмный заповедник, Курская область, Стрелецкая степь. | А1 4-14                                               | 38,3                                                  | 8,6                                                   | 12,9                                                  | 25,4                                                  |
| Чернозём тяжелосуглинистый. Целина.                    | Центрально-Чернозёмный заповедник, Курская область, Стрелецкая степь. | A1 14-34                                              | 32,5                                                  | 8,4                                                   | 12,6                                                  | 19,9                                                  |
| Чернозём тяжелосуглинистый. Целина.                    | Центрально-Чернозёмный заповедник, Курская область, Стрелецкая степь. | B1 34-64                                              | 29,8                                                  | 8,2                                                   | 12,3                                                  | 17,5                                                  |
| Чернозём тяжелосуглинистый. Целина.                    | Центрально-Чернозёмный заповедник, Курская область, Стрелецкая степь. | B2 64-90                                              | 27,2                                                  | 7,9                                                   | 11,8                                                  | 15,4                                                  |

Водоподъёмная способность
Испаряющая способность
Влажность
Наклон почвы

## Типы водного режима
Основы учения о типах водного режима были разработаны Г. Н. Высоцким. Для выделения типов учитываются следующие факторы: наличие или отсутствие в почве вечной мерзлоты, глубина промачивания почвогрунта до уровня грунтовых вод или только в пределах профиля, преобладание в толще почвогрунта восходящих или нисходящих токов воды. Сообразно с этим, выделяются следующие типы:

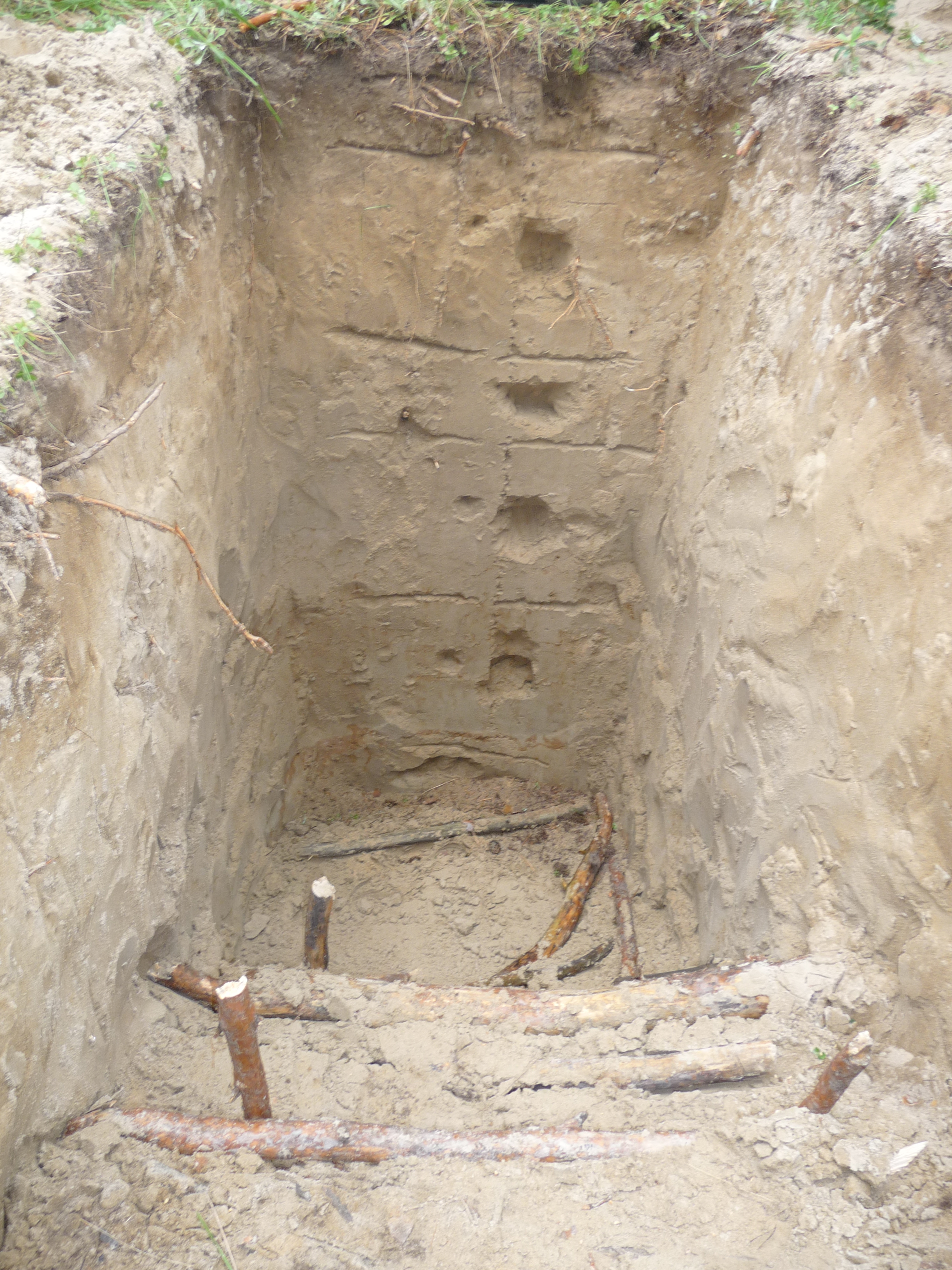
Из-за промывного типа водного режима, оксиды железа в подзолистой почве лёгкого гранулометрического состава откладываются на значительной глубине (~170 см)

- Мерзлотный — в почве имеется вечная мерзлота, в тёплый период оттаивающая на небольшую глубину в пределах мерзлотного слоя, но с сохранением его значительной части. За счёт этого и атмосферных осадков над остаточным мерзлотным слоем формируется верховодка. 
Характерные почвы: арктические, тундровые, мерзлотные лугово-лесные.
- Сезонно-мерзлотный — распространён в регионах, где максимум осадков приходится на летний период и они промачивают почву до уровня грунтовых вод (Амурская область, юг Хабаровского края и др.). Зимой при этом почва промерзает на глубину более трёх метров, полностью оттаивая лишь в июле-августе. До этого времени водный режим местности носит все черты мерзлотного типа.
- Промывной — отмечается в почвах районов, где осадков выпадает больше, чем испаряется. Нисходящие токи воды преобладают над восходящими и почва промывается до уровня грунтовых вод. Грунтовые воды в данных условиях как правило залегают не глубже 2 м от поверхности.
Характерные почвы: подзолистые.
- Периодически промывной — в почвах территорий, где количество выпадающих осадков примерно равно испарению, причём во влажные годы будет наблюдаться больше количество осадков и, соответственно, промывной режим, а в сухие преобладание испарения и непромывной водный режим.
Характерные почвы: серые лесные.

Черноземы в период снеготаяния промываются, высвобождаясь от излишков солей. красно черные
- Эрозионно-промывной — на участках, подверженных водной эрозии.
- Непромывной — отмечается в почвенно-климатических зонах, где расходная статья водного баланса преобладает над приходной, влагооборотом охвачен лишь почвенный профиль, грунтовые воды залегают глубоко, нисходящие токи преобладают над восходящими (так как главный расход воды приходится не на физическое, а на транспирационное испарение).
Характерные почвы: чернозёмы с незначительным снеготаянием, каштаны, коричневые.
- Выпотной — при сумме осадков значительно меньше испарения. При этом испаряется не только влага, выпавшая в виде осадков, но часть высокостоящих грунтовых вод, в результате чего грунтовые воды поднимаются по капиллярам, достигая верхних горизонтов почвенного профиля. Так как в данных условиях грунтовые воды чаще всего минерализованы, то вместе с влагой по капиллярам переносятся растворённые соли.
Характерные почвы: солончаки, солонцы.
- Застойный — распространён на заболоченных участках. Все поры почвы оказываются заполненными водой, испарению препятствует специфическая растительность (сфагновые мхи и др.).
Характерные почвы: болотные.
- Намывной — при ежегодном продолжительном затоплении территории во время разлива рек.
Характерные почвы: аллювиальные (пойменные)

## Методы регуляции водного режима
Регулирование водного режима — обязательное мероприятие в условиях интенсивного земледелия. При этом осуществляется комплекс приемов, направленных на устранение неблагоприятных условий водоснабжения растений. Искусственно изменяя приходные и особенно расходные статьи водного баланса, можно существенно влиять на общие и полезные запасы воды в почвах.
Для создания оптимальных условий роста и развития растений необходимо стремиться к уравновешиванию количества влаги, поступающей в почву, с её расходом на транспирацию и физическое испарение, то есть созданию коэффициента увлажнения, близкого к единице.
Регулирование водного режима должно происходить на основе учёта климатических и почвенных условий, а также потребностей выращиваемых культур
в воде. В конкретных почвенно-климатических условиях способы регулирования водного режима имеют свои особенности.
Улучшению водного режима слабодренированных территорий зоны достаточного и избыточного увлажнения способствует планировка поверхности и нивелировка микро- и мезопонижений, в которых весной и после летних дождей наблюдается длительный застой воды.
На почвах с временным избыточным увлажнением для удаления влаги целесообразно с осени делать гребни. Высокие гребни способствуют увеличению
физического испарения, а по бороздам происходит поверхностный сток за пределы поля.
Почвы болотного типа нуждаются в осушительных мелиорациях — устройстве дренажа или использовании открытых дрен для отвода избыточной влаги.
Регулирование водного режима почв во влажной зоне с большим количеством годовых осадков не ограничивается осушительной направленностью. В ряде
случаев, например на дерново-подзолистых почвах, летом проявляется недостаток влаги и потребность в дополнительном количестве воды. Эффективное средство улучшения влагообеспеченности растений в Нечерноземье — двустороннее регулирование влаги, когда избыток влаги отводится с полей по дренажным трубам в специальные водоприемники и при необходимости подается на поля.
В зоне неустойчивого увлажнения и засушливых районах регулирование водного режима направлено на максимальное накопление влаги в почве и на
рациональное её использование. Например, задержание снега и талых вод. Для этого используют стерню, кулисные растения, валы из снега. Для уменьшения
поверхностного стока воды применяют зяблевую вспашку поперек склонов, обвалование, прерывистое бороздование, щелевание, полосное размещение
культур, ячеистую обработку почв.
Исключительная роль в накоплении почвенной влаги принадлежит полезащитным полосам. Предохраняя снег от сдувания в зимнее время, они способствуют увеличению запасов влаги в метровом слое почвы к началу вегетационного периода на 50-80 мм и до 120 мм в отдельные годы. Под влиянием лесных
полос сокращается непродуктивное испарение влаги с поверхности почвы.
Накоплению и сохранению влаги в почве способствуют многие агротехнические приемы. Поверхностное рыхление почвы весной или закрытие влаги
боронованием позволяет избежать ненужных потерь в результате её физического испарения. Послепосевное прикатывание почвы изменяет плотность поверхностного слоя пахотного горизонта по сравнению с остальной его массой.
Создавшаяся разность плотностей почвы вызывает капиллярный подток влаги из нижележащего слоя и способствует конденсации водяных паров воздуха.
Применение органических и минеральных удобрений способствует более экономичному использованию влаги.
В пустынно-степной и пустынной зонах основной способ улучшения водного режима — орошение наряду с комплексной, достаточно сложной мелиорацией
почв.
Таким образом, создание оптимальных физических и водно-физических почвенно-грунтовых условий является одним из основных условий повышения плодородия почв.